# Tutmoz II.
Tutmoz II. (egipčansko /ḏḥwty.ms/, Džehutimes, poslovenjeno "Tot je rojen"), tudi Tutmozis II., je bil četrti faraon Osemnajste egipčanske dinastije. Njegovo vladanje se običajno datira v leta 1493 do 1479 pr. n. št. Njegovo mumijo so našli v skrivališču mumij nad pogrebnim templjem kraljice Hačepsut. Mumija je zdaj v Narodnem muzeju egipčanske civilizacije v Kairu.

## Družina
Tutmoz II. je bil sin faraona Tutmoza I. in  Mutnofret, ene od njegovih nižjih žena. Bil je torej njegov nižji sin. Da bi si kot tak zagotovil vladarski položaj, se je poročil s svojo polsestro Hačepsut. Uspešno je zadušil upore v Nubiji in Levantu ter premagal skupino nomadskih beduinov, vendar so te akcije izvedli njegovi generali in ne on sam. To se pogosto šteje za dokaz, da je bil Tutmoz II. ob svojem pristopu na prestol še mladoleten. S Hačepsut je imel hčerko  Neferure, z Iset, eno od nižjih žena, pa moškega dediča in naslednika, slavnega Tutmoza III.
Nekateri arheologi menijo, da je bila med vladavino Tutmoza II. resnična vladarica Hačepsut. Domneva temelji na podobnosti notranje in zunanje politike pred Tutmozovo smrtjo in po njej in Hačepsutuni trditvi, da je bila predvidena naslednica svojega očeta. Upodobljena je v več reliefih s karnaških vrat iz obdobij, ko je vladala skupaj z možem in potem, ko je vladala sama. Za faraonko se je kronala sama nekaj let potem, ko je že vladal  možev naslednik Tutmoz III., kar potrjuje dejstvo, da so njeni agenti  nekaj imen Tutmoza III. v njegovih kartušah na portalu zamenjali z njenimi.
Maneton v  Epitomu  Tutmoza II. imenue "Hebron" in mu pripisuje 13 let vladanja. Njegovi podatki se štejejo za zelo sporne. Nekaj egiptologov mu pripisuje od tri do največ deset let vladanja, ker je njegov najvišji dokumentiran datum 8. dan II. meseca akheta v 1. letu vladanja.

## Datumi in dolžina vladanja
Manetonov Epitome velja med egiptologi za vprašljiv vir, drugih ohranjenih virov, povezanih s Tutmozom II., pa je malo. Starejši egiptologi se zgledujejo po Manetonu in Tutmozu II. pripisujejo 13 let vladanja, mlajši pa mu zaradi majhnega števila skarabejev in spomenikov   pripisujejo samo 3-4 letno vladavino. Še vedno je mogoče, da se je njegova vladavina začela s helikalnim vzhodom Sotisa (Sirij) v vladavini Amenhotepa I., kar bi pomenilo, da je vladal od leta 1493 do 1479 pr. n. št. ali  od 1513 do 1499 pr. n. št. Bolj natančno časovno umestitev bi omogočil podatek, kako dolgo je vladal Tutmoz I. Znanstveniki Tutmozu II. ne glede na to praviloma pripisujejo vladavino od leta 1493 ali 1492 do 1479 pr. n. št.

## Pohodi
Ob Tutmozovem kronanju se je uprl Kuš, ki ga je popolnoma podredil Tutmoz I. Tašni upori so se pogosto dogajali ob spremembah na egipčanskem prestolu. Uporniki iz Kentenoferja so tokrat prisilili  egipčansko vojsko na umik v trdnjavo, ki jo je zgradil Tutmoz I. Zaradi takratne relativne mladosti Tutmoza II., so pohod v Nubijo vodili očetovi  generali in, tako se zdi, zlahka zatrli upor. O kampanji, ki jo je imenoval etiopska vojna, je poročal tudi zgodovinar Jožef Flavij.
Zdi se, da se je Tutmoz II.  boril tudi proti beduinom Šasujem na Sinaju v kampanji, ki jo omenja Ahmoz Pen-Nekbet. Kampanjo je opisal kot manjši napad, fragment, ki ga omenja Kurt Sethe, pa kaže na kampanjo v Gornji Retenu (Sirija), ki je dosegla kraj z imenom Nij, kjer je Tutmoz II. po vrnitve preko Evfrata lovil slone. Dogodki kažejo, da so se spopadi na Sinaju zgodili verjetno na poti v Sirijo.

## Mumija
Mumijo Tutmoza II. so odkrili leta 1881 v skrivališču mumij v Deir el-Bahariju. V skrivališču so bile tudi mumije drugih vladarjev iz Osemnajste in Devetnajste dinastije, vključno z Ahmozom I., Amenhotepom I., Tutmozom I., Tutmmozom III., Ramzesom I., Setijem I., Ramzesom II. in Ramzesom IX. Na mumiji je bila etiketa s podatkom, da je bila v obdobju Enaindvajsete dinastije ponovno zavita.
Mumijo je odvil Gaston Maspero 1. julija 1886. Obraz in oblika glave mumije sta zelo podobna glavi Tutmoza I., njegovega verjetnega očeta. Mumijo so zelo poškodovali roparji. Levo roko so zlomili v ramenih in komolcu in pod komolcem odsekali desno roko. Trebušno steno in prsi so poškodovali, verjetno s sekiro, in odsekali desno nogo. Drugi znaki kažejo, da ni imel lahkega življenja. Gaston Maspeporo o tem poroča:
"Star je bil komaj trideset let, a je že postal žrtev bolezni, katere sledov balzamiranje ni moglo skriti. Koža je raskava in prekrita z brazgotinami, zgornji del lobanje pa je plešast. Telo je suho in nekoliko skrčeno in zdi se, da je bilo povsem brez  moči."
Mumijo Tutmoza II. so aprila 2021 preselili iz Muzeja egipčanskih starin v Narodni muzej egipčanske civilizacije. V tako imenovani Zlati paradi faraonovso skupaj z njim preselili tudi 17 drugih kraljev in 4 kraljice. Identiteta mumije vprašljiva. Ob njenem previjanju so sicer priložili etiketo z njegovim imenom, vendar bi ime lahko bilo popravljeno ime Tutmoza I.

## Faraon iz 2. Mojzesove knjige
Tutmoz II. je eden od kandidatov za faraona iz 2. Mojzesove knjige. Njemu v prid govori dejstvo, da je imel kratko in uspešno vladavino in nenadoma umrl brez naslednika (imel je sina Tutmoza III.). Njegova vdova Hačepsut je postala regentka (za Tutmoza III.) in nato samooklicana faraonka. Edersheim navaja, da je mumija Tutmoza II. edina faraonska mumija s cistami, ki bi lahko bile posledica kuge, ki se je v Egipt razširila in Hetitskega cesarstva. Odhod Judov iz Egipta naj bi se zgodil leta 1497 pr. n. št., kar približno ustreza datumom vladavine Tutmoza II.